# Назарабад
Назарабад (перс. نظرآباد‎) — город на севере Ирана, в остане Альборз.Административный центр шахрестана Назарабад. Является частью бахша Меркези.

## География
Город находится на юго-западе центральной части Альборза, к югу от гор Эльбурс, на расстоянии приблизительно 27 километров к северо-западу от Кереджа, административного центра провинции. Абсолютная высота — 1276 метров над уровнем моря.

## Климат
Климат города характеризуется как средиземноморский, с жарким летом (Csa в классификации климатов Кёппена). Среднегодовая температура воздуха составляет 14,5 °C. Средняя температура самого холодного месяца (января) составляет 1,2 °С, самого жаркого месяца (августа) — 26,7 °С. Расчётная многолетняя норма осадков — 301 мм.

## Население
По данным переписи 2006 года население города составляло 97 684 человека (49 624 мужчины и 48 060 женщин). В Назарабаде насчитывалось 24 583 домохозяйства. Уровень грамотности населения составлял 77,61 %. Уровень грамотности среди мужчин составлял 81,24 %, среди женщин — 73,86 %.